# Список послов России в Северной Македонии
В статье представлен список послов России в Северной Македонии (до 2019 года — Македонии).
- 31 января 1994 года — установление дипломатических отношений на уровне посольств.

## Список послов
| Срок полномочий                   | Посол                           | Годы жизни | Вручение верительных грамот | Комментарии |
| --------------------------------- | ------------------------------- | ---------- | --------------------------- | ----------- |
| 25 сентября 1996 — 28 апреля 2000 | Пётр Тимофеевич Добросердов     | 1947—2006  | 26 декабря 1996             |             |
| 21 июня 2000 — 7 февраля 2002     | Владимир Евгеньевич Ивановский  | 1948—2016  | 31 июля 2000                |             |
| 7 февраля 2002 — 8 июня 2006      | Агарон Николаевич Асатур        | род. 1944  | 14 марта 2002               |             |
| 8 июня 2006 — 17 ноября 2010      | Владимир Дмитриевич Солоцинский | род. 1948  | 29 августа 2006             |             |
| 17 ноября 2010 — 3 августа 2018   | Олег Николаевич Щербак          | род. 1950  | 28 января 2011              |             |
| 3 августа 2018 — настоящее время  | Сергей Александрович Баздникин  | род. 1967  | 18 сентября 2018            |             |